# Harmon Hotel
The Harmon Hotel – w założeniu miał stanowić superluksusowy hotel butikowy, położony przy ulicy Las Vegas Strip w Paradise, w stanie Nevada. Został zaprojektowany przez Lord Norman Foster & Partners i był operowany przez The Light Group.

## Historia
W początkowych stadiach projektu, hotel zwany był Lifestyle Hotel, a następnie The Harmon Hotel, Spa & Residences. Oryginalnie wieża miała składać się z 400 pokoi oraz 207 rezydencji mieszkalnych, położonych na 49 piętrach. Projekt budynku stworzył osobiście Norman Foster. Prace nad zewnętrznymi elementami obiektu ukończone zostały w 2009 roku, jednak kompletowanie jego wnętrza trwało przez cały 2010 rok.

### Redukcja w zakresie projektu
Pod koniec 2008 roku, po skompletowaniu 15 kondygnacji budynku, prace nad Harmon Hotel zostały przerwane, kiedy inspektorzy odkryli wady konstrukcyjne w postaci niewłaściwej instalacji zbrojeniowej. Błędy te spowodowały radykalne zmiany w projekcie obiektu; liczba pięter została zredukowana do 28, zaś apartamenty mieszkalne (The Harmon Residences) zostały całkowicie wykreślone z planów. Jednak już w tamtym okresie 88 z 207 mieszkań zostało wstępnie zarezerwowanych przez kupców, którzy uiścili opłatę w wysokości 20% kosztu całkowitego. W obliczu zmian architektonicznych, kilkudziesięciu osobom zaoferowano zwrot pieniędzy lub możliwość zakupu apartamentów w innych budynkach. Ze względu na opóźnienia w realizacji projektu, wykończeniowe prace budowlane zostały przerwane na czas nieokreślony. Ze względu na szereg wad konstrukcyjnych, korporacja MGM Resorts International, właściciel CityCenter, zdecydowała o całkowitym wyburzeniu obiektu.

## Galeria

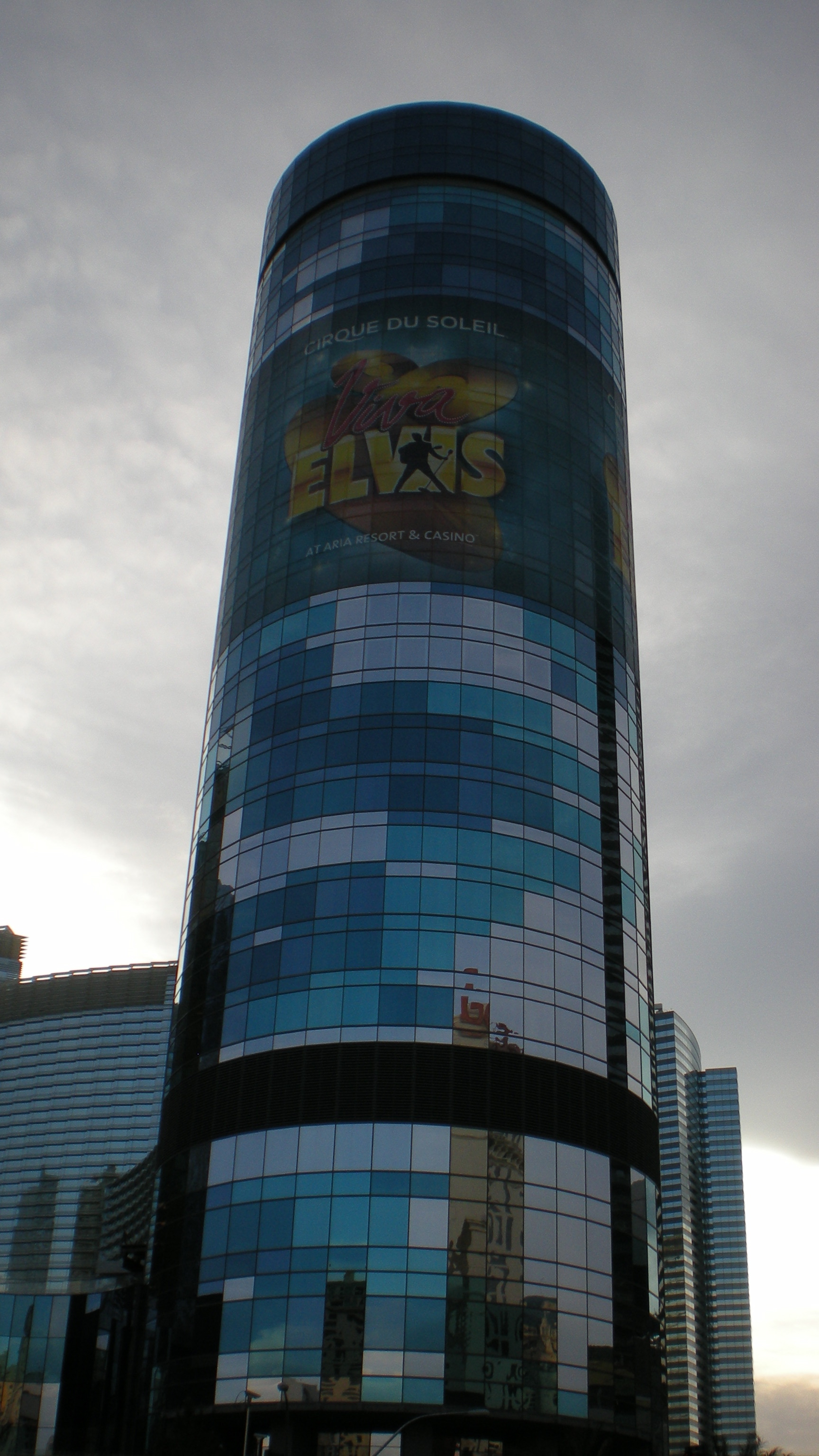
Harmon Hotel
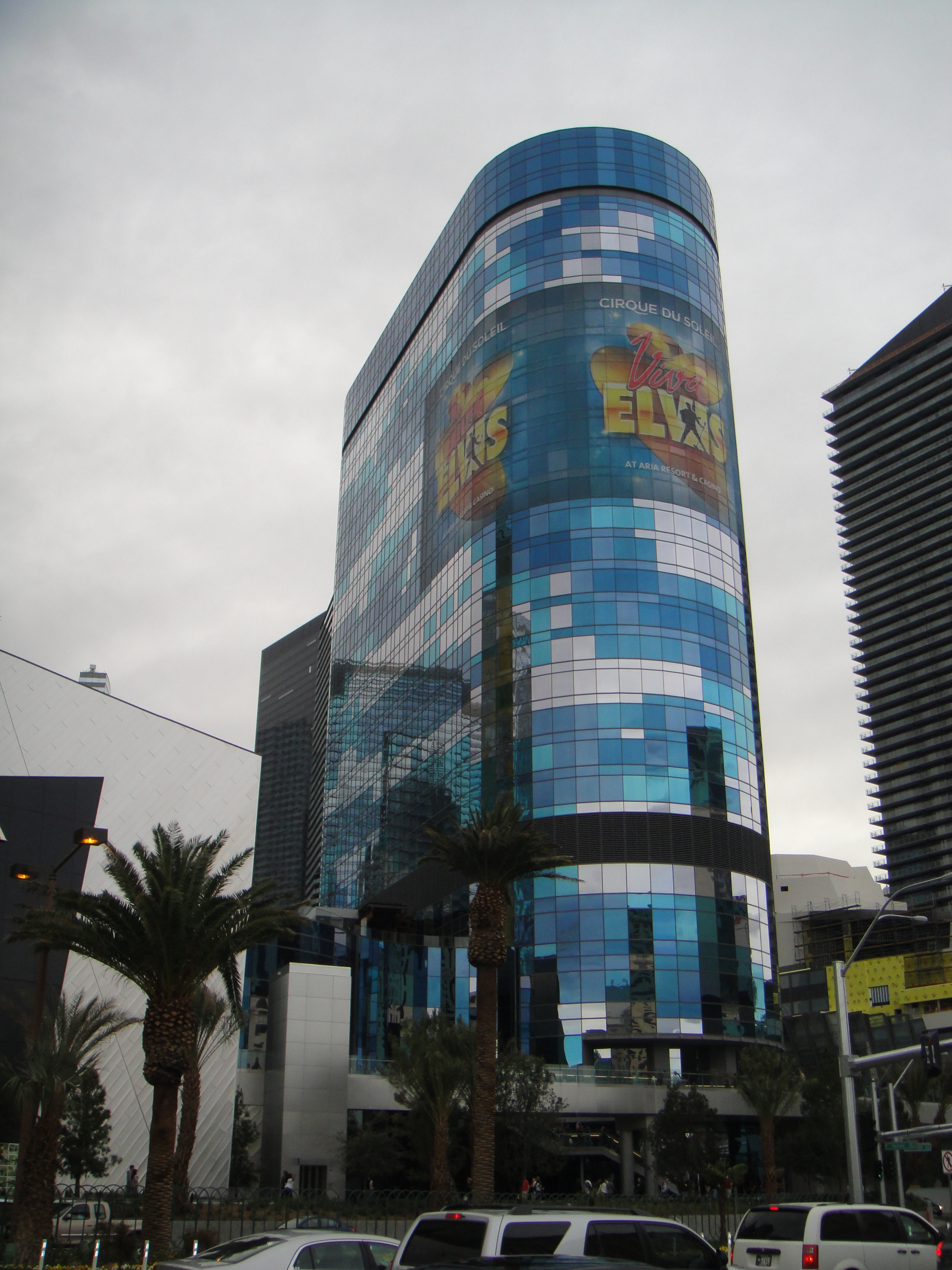
Harmon Hotel widziany z południowo-wschodniej strony po skompletowaniu fasady
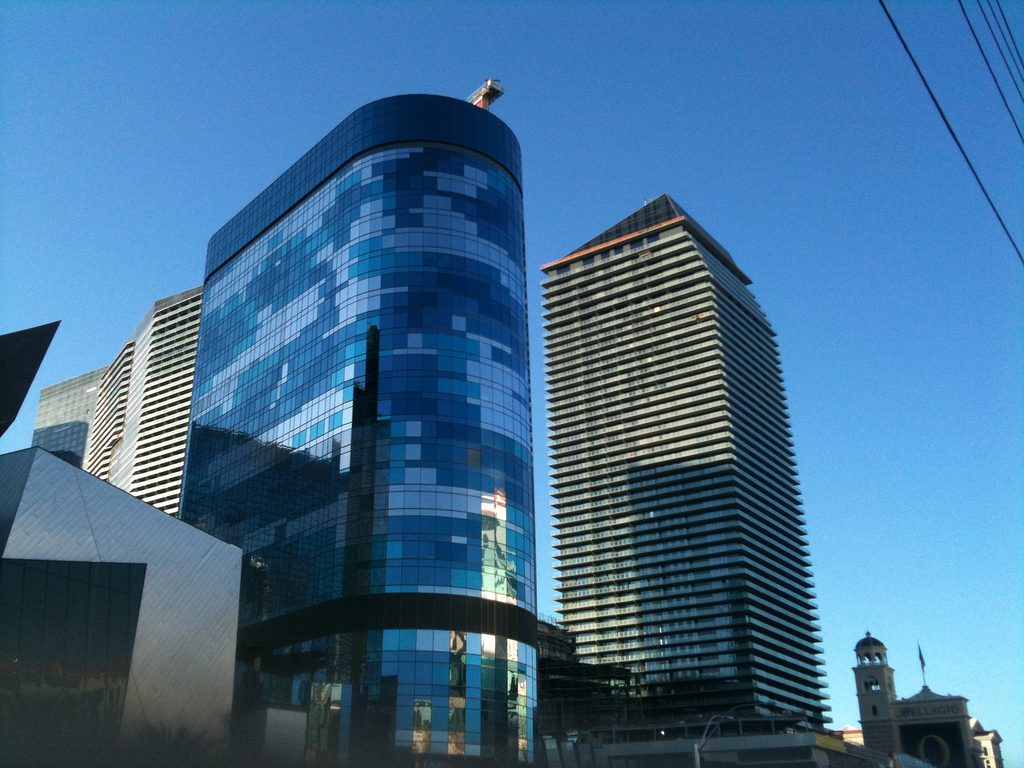
Proces konstrukcji w listopadzie 2009 roku
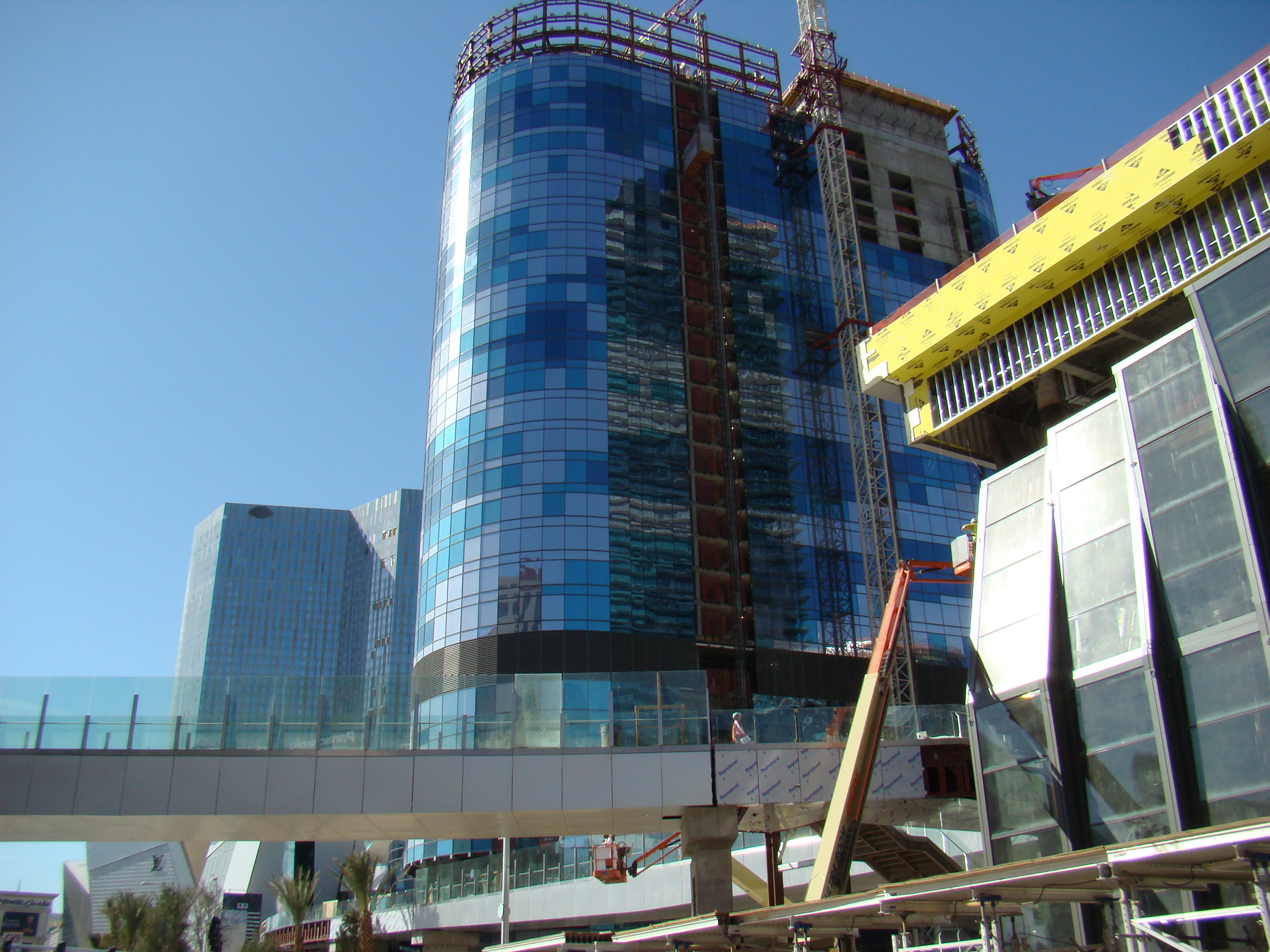
Proces konstrukcji w październiku 2009 roku
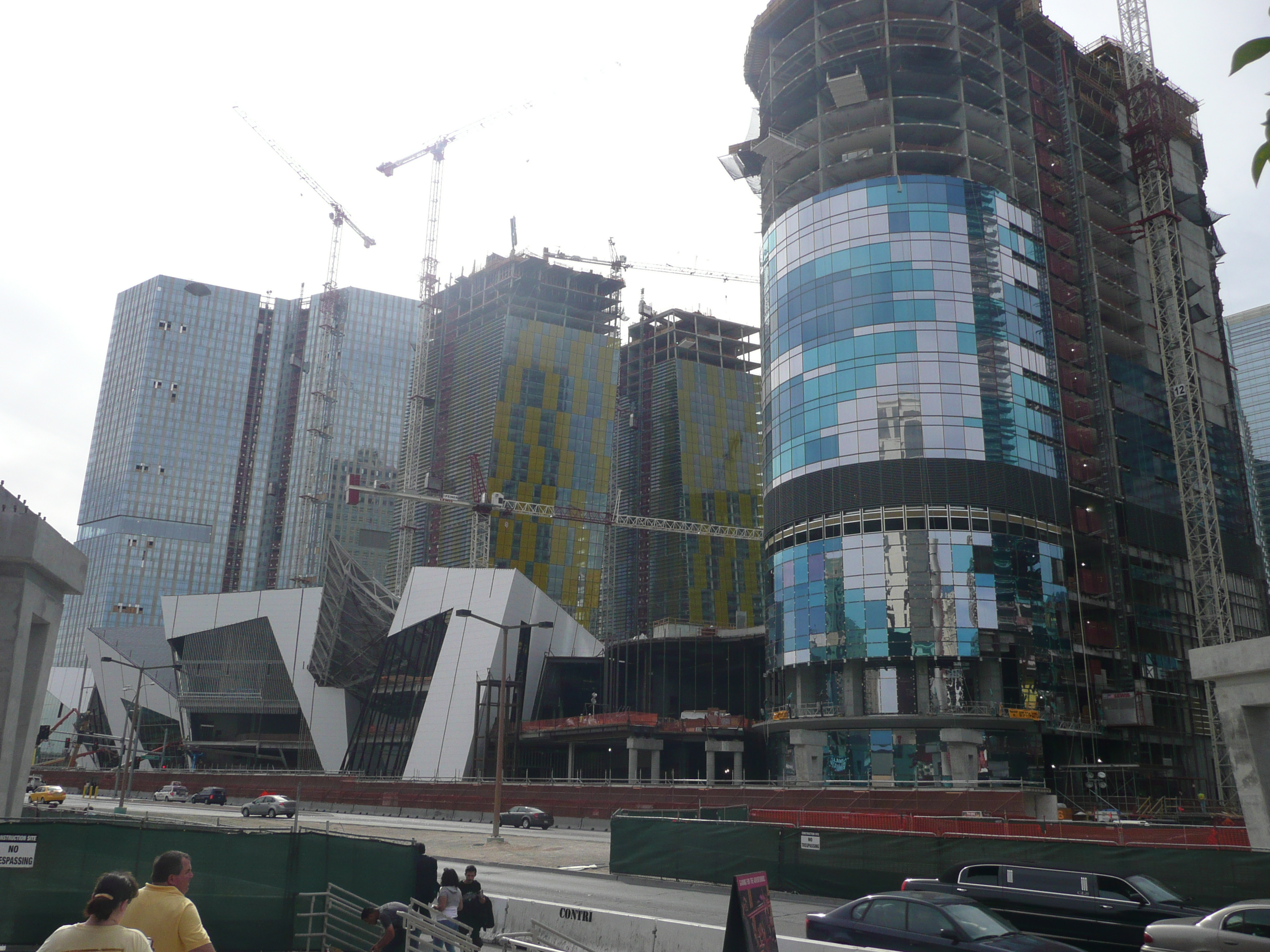
Proces konstrukcji w lutym 2009 roku
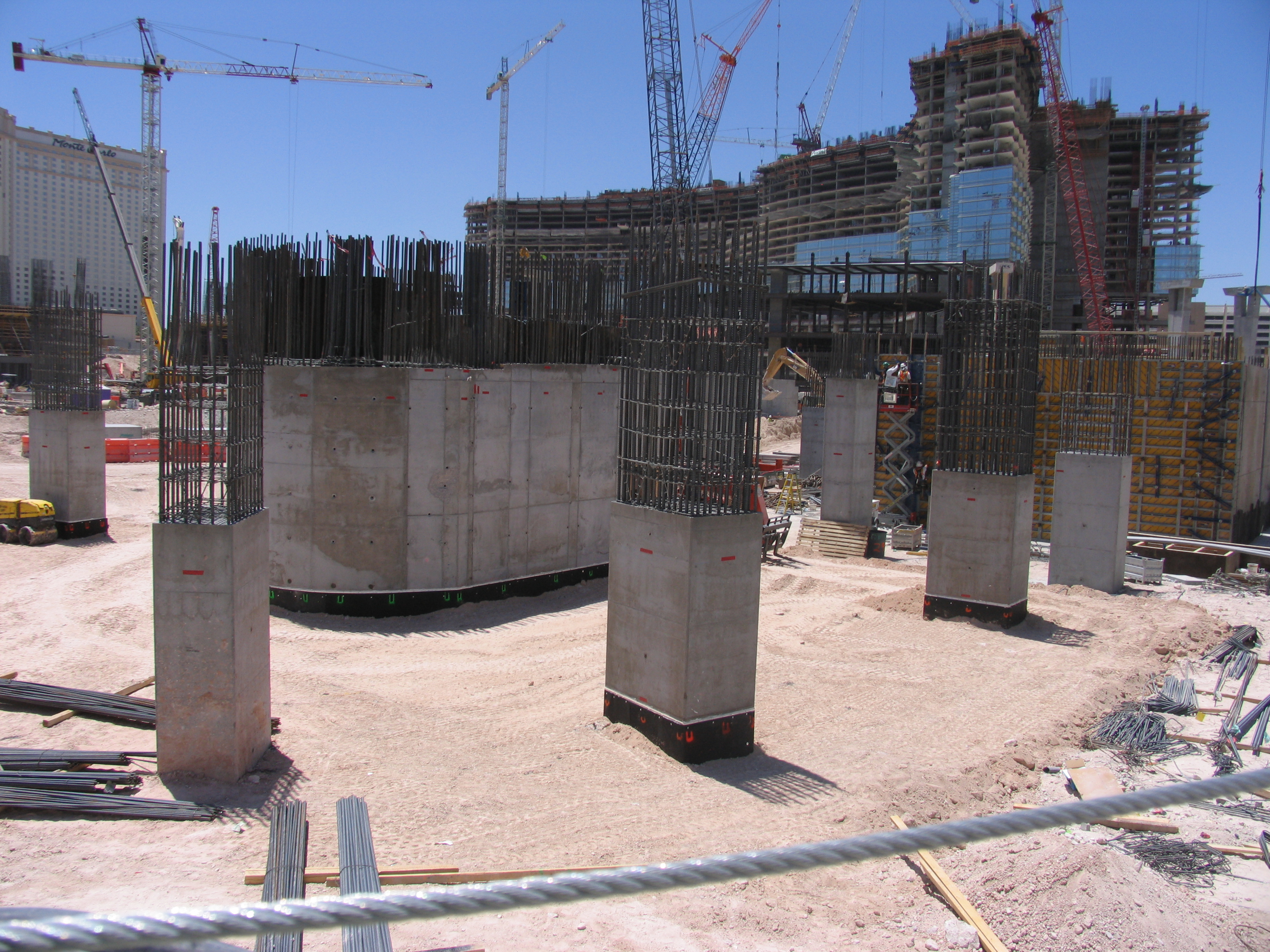
Proces konstrukcji w czerwcu 2007 roku
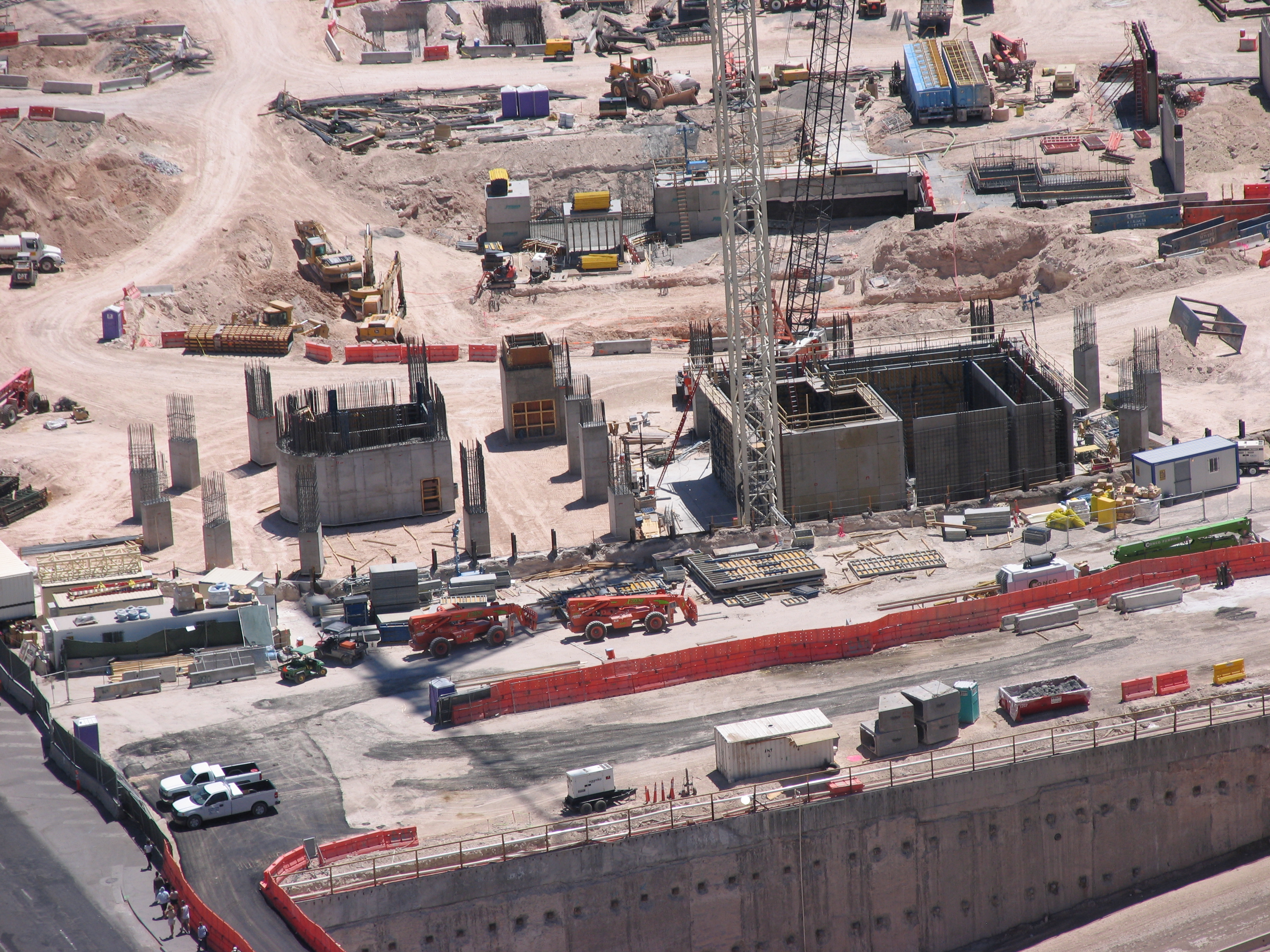
Proces konstrukcji w czerwcu 2007 roku